# Jean-Baptiste-Rose-Bonaventure Violet d'Épagny
Jean-Baptiste-Rose-Bonaventure Violet dit Violet d'Épagny, né le 30 août 1787 à Gray et mort le 31 octobre 1868 à Boigny-sur-Bionne, est un dramaturge, poète, journaliste et écrivain français.

## Biographie
Jean-Baptiste-Rose-Bonaventure Violet naît le 30 août 1787 à Gray, en Franche-Comté, et est baptisé le surlendemain. Il est le fils de Jean-François-Bonaventure Violet, conseiller du roi et lieutenant criminel du bailliage de Gray, et de son épouse, Jeanne Marie Mielle.
Jean-Baptiste Violet effectue ses études à Dijon puis vient à Paris faire son droit. Employé au ministère des affaires Étrangères, il devient avocat après le renversement du gouvernement impérial.
Rédacteur dans plusieurs journaux, il débute au Théâtre-Français en 1819 avec une comédie en trois actes et en vers, L’École des Exagérés qu'il signe Violet d'Epagny, nom de plume qu'il conservera pendant toute sa carrière littéraire.
Directeur du Théâtre de l'Odéon (1841), ses pièces ont été représentées sur les plus grandes scènes parisiennes du XIXe siècle : Odéon, Comédie-Française, Théâtre de la Porte-Saint-Martin etc.

## Œuvres
- L’École des Exagérés, comédie en trois actes et en vers, 1819.
- Les Rivaux de village ou la Cruche cassée, opéra-comique en un acte, avec Corvey, 1820.
- Luxe et indigence ou le Ménage parisien, comédie en 5 actes, 1824.
- La Dame du lac, opéra héroïque en quatre actes, avec Jean-Frédéric-Auguste Lemière de Corvey et Auguste Rousseau, 1825.
- Brelan d'amoureux, ou les Trois Soufflets, vaudeville en 1 acte, avec Charles Nombret Saint-Laurent et X.-B. Saintine, 1825.
- L'Homme habile, ou Tout pour parvenir, comédie en 5 actes et en vers, 1827.
- Lancaster, ou l'Usurpation, pièce en 5 actes, en vers, 1829.
- L'Auberge d'Auray, drame lyrique en 1 acte, avec Charles-François-Jean-Baptiste Moreau de Commagny, musique de Ferdinand Harold et Michele Carafa, 1830.
- Les Hommes du lendemain, comédie en 1 acte, en vers, 1830.
- Dominique ou le Possédé, comédie en 3 actes, avec Henri Dupin, 1831.
- Jacques Clément, ou le Bachelier et le Théologien, drame en 5 actes et en prose, 1831.
- Joscelin et Guillemette, comédie en 1 acte, avec un prologue, 1831.
- Les Préventions, comédie en 1 acte, tirée des Proverbes de Théodore Leclercq et arrangée pour la scène, avec Dupin, 1831.
- L'Anniversaire de la naissance de Molière, à-propos en un acte, 1832.
- La Parfumeuse de la cour, comédie en 1 acte, avec Dupin, 1833.
- Les Mal-contents de 1579, drame en 5 actes, avec Alexandre Jarry, 1834.
- Charles III, ou l'Inquisition, comédie drame en 4 actes, avec Saintine, 1834.
- La Fille mal élevée, comédie-vaudeville en deux actes, avec Alexis Decomberousse, 1835.
- Les Adieux au pouvoir, comédie en un acte, avec Théodore Baudouin d'Aubigny, 1838.
- Claire Champrosé, drame en 1 acte, 1841.
- Le Bon génie de la jeunesse. Traité d'éducation publié sous le patronage de la Reine, 1843.
- Les Abus de Paris, 1844.
- Le Mannequin du prince, drame-vaudeville en 3 actes, avec Benjamin Antier et Henri Horace Meyer, 1844.
- Convenances d'argent, comédie en trois actes, en vers, 1848.
- Mon pays, études poétiques sociales, 1848.
- La Curée des places, 1848.
- La Fille de l'émigré, épisode de la Restauration, 1848.
- Une double leçon, comédie en 1 acte, en vers, 1849.
- Une haine au Moyen Âge, 2 vols., 1852.
- Nouvelles, 1853.
- Satire contre Napoléon III, 1853.
- Le Dernier Jour, oratorio, 1855.
- A la France sur l'expédition d'Italie et la conquête de la Lombardie, 1859.
- Mes vœux à sa Majesté l'Empereur, le jour de sa fête. La Salutation angélique à sa Majesté l'Impératrice, 1860.
- A Sa Majesté l'Empereur, le jour de l'an 1861, épître, 1861.
- A Sa Majesté l'empereur Napoléon III, au jour de l'an 1862, épître, 1862.
- Un salon aristocratique avec nos deux noblesses, suivi d'une lettre à M. le comte de Montalembert, 1868.
- Les Eaux du Loiret, hommage à M. Vignat, maire d'Orléans, 1864.
- Molière et Scribe, 1865.

## Distinctions
- Chevalier de la Légion d'honneur (décret du 4 mars 1831)[2].